# Gerechtigkeits Liga
Gerechtigkeits Liga ist eine Industrial-Noise-Band, die in Bremen gegründet wurde und seit 1981 besteht. 
Till Brüggemann war später Mitarbeiter bei Derek Jarman. Er lebt nun in London und arbeitet an neuen Gerechtigkeits-Liga-Soundprojekten.

## Diskografie

### Kassetten
(erschienen auf Lauschlabel)
- Alfred, 10 Minuten Tape
- Die fröhlichen Helden, Tape
- Der schöpferische Augenblick, Tape
- Aus Liebe zum Imperium, Tape 1982
- Live im AJZ Bielefeld 1983/Eigenproduktion
- New York Cable TV Broadcast, 1. Juli 1984, Radio Broadcast
- Bremen Café Grün, 28. November 1982, Audience Recording
- Treganium (Sven Röhrich only) Sowjetunion Heute, Tape

### Alben und Singles
- Vom Nachteil Geboren Zu Sein, 7" EP, (Ironflame 2009)
- 12" Hypnotischer Existenzialismus, LP (Thermidor Records 1985)
- Vhutemas Archetypi, Compilation LP & CD, Album
- The games must go on, 12" Maxie, (Zyklus Records 1984)
- Hypnotischer Existenzialismus, The games must go on, Live in New York City, CD Digipack, (Isegrimm Records 2005)
- Statement 1961, Compilation 2x LP, 7" Single, CD, Begleitbuch, (Ironflame 2004)
- Paranoise One, Compilation CD, limited edition comes in wooden box with branding, Begleitbuch, (Paranoiserecords 2005)
- Neue Deutsche Post Avantgarde, Compilation LP, Begleitbuch, (Audi Plex 1987)
- Bremen Deutschland, Compilation LP, (Fuego Records 1985)

## Videos
- Hypnotischer Existenzialismus, VHS-NTSC, Live at Columbia University Cable TV, New York City, (Fresh Sounds)
- Zwaenge der Entfremdung, VHS-PAL, (Zyklus Records 1982)
- Primitive Culture in the Society, VHS-PAL, (Zyklus Records 1983)
- Visual Extracts, VHS-PAL, (Zyklus Records 1985)